# Tour de France 1985

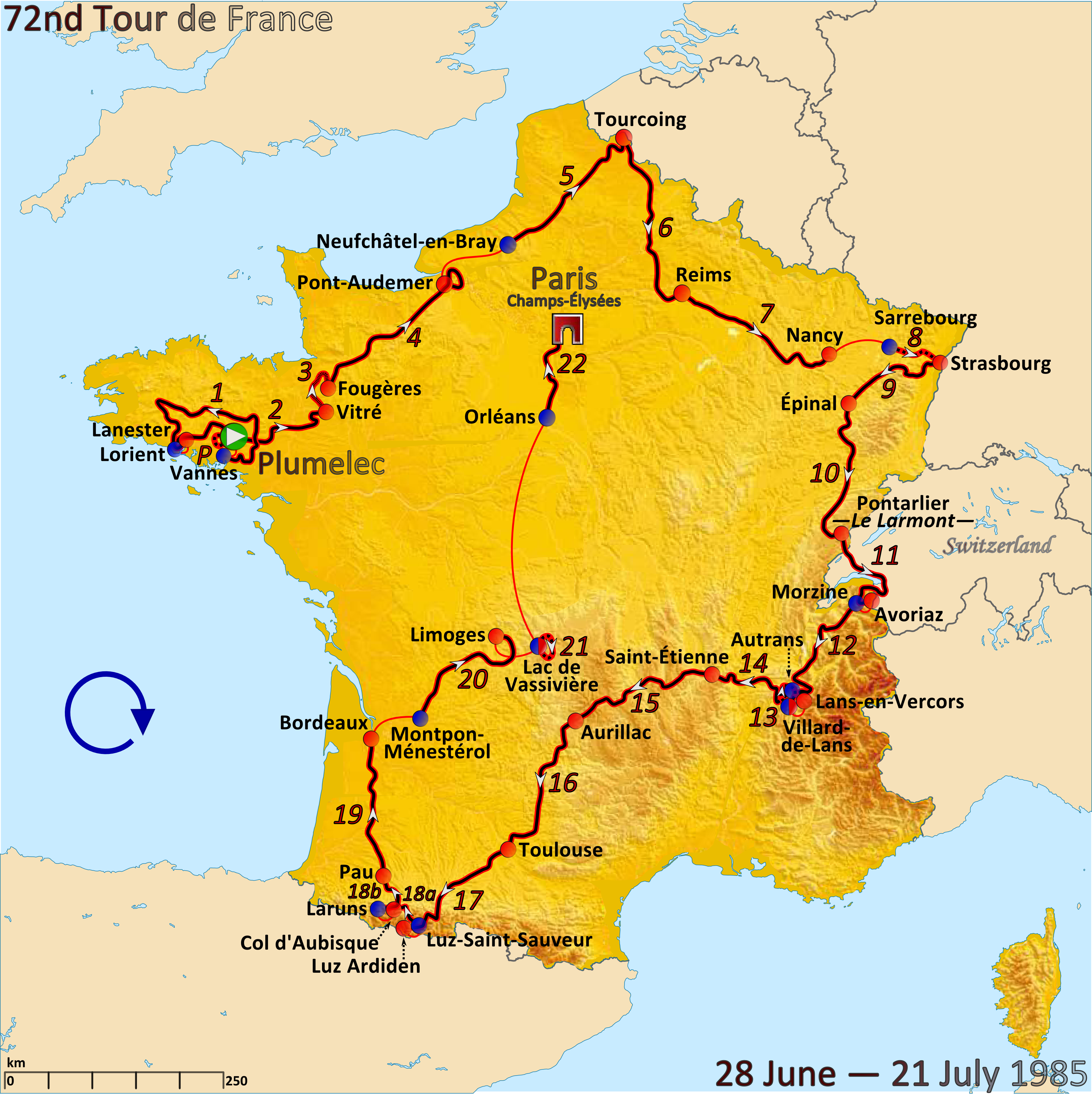
Karta som visar etapperna i Tour de France 1985.

Tour de France 1985 cyklades 28 juni-21 juli 1985 och vanns av Bernard Hinault, Frankrike. Det var Hinaults femte seger i Tour de France.

## Etapper[1]
| Etapp | Start och mål                      | Sträcka  | Typ                    | Etappvinnare       | Ledartröjan       |
| ----- | ---------------------------------- | -------- | ---------------------- | ------------------ | ----------------- |
|       | Plumelec                           | 6,8 km   | Individuellt tempolopp | Bernard Hinault    | Bernard Hinault   |
| 1     | Vannes - Lanester                  | 256 km   |                        | Rudy Matthijs      | Eric Vanderaerden |
| 2     | Lorient - Vitré                    | 242 km   |                        | Rudy Matthijs      | Eric Vanderaerden |
| 3     | Vitré - Fougères                   | 73 km    | Lag tempolopp          | La Vie Claire      | Eric Vanderaerden |
| 4     | Fougères - Pont-Audemer            | 239 km   |                        | Gerrit Solleveld   | Kim Andersen      |
| 5     | Neufchâtel-en-Bray - Roubaix       | 224 km   |                        | Henri Manders      | Kim Andersen      |
| 6     | Roubaix - Reims                    | 221,5 km |                        | Francis Castaing   | Kim Andersen      |
| 7     | Reims - Nancy                      | 217,5 km |                        | Ludwig Wijnants    | Kim Andersen      |
| 8     | Sarrebourg - Strasbourg            | 75 km    | Individuellt tempolopp | Bernard Hinault    | Bernard Hinault   |
| 9     | Strasbourg - Epinal                | 173,5 km | Bergsetapp             | Maarten Ducrot     | Bernard Hinault   |
| 10    | Epinal - Pontarlier                | 204,5 km | Bergsetapp             | Jørgen V. Pedersen | Bernard Hinault   |
| 11    | Pontarlier - Morzine Avoriaz       | 195 km   | Bergsetapp             | Luis Herrera       | Bernard Hinault   |
| 12    | Morzine Avoriaz - Lans-en-Vercors  | 269 km   | Bergsetapp             | Fabio Parra        | Bernard Hinault   |
| 13    | Villard-de-Lans                    | 38 km    | Individuellt tempolopp | Luis Herrera       | Bernard Hinault   |
| 14    | Autrans - St Etienne               | 179 km   | Bergsetapp             |                    |                   |
| 15    | St Etienne - Aurillac              | 237,5 km | Bergsetapp             | Eduardo Chozas     | Bernard Hinault   |
| 16    | Aurillac - Toulouse                | 247 km   |                        | Frédéric Vichot    | Bernard Hinault   |
| 17    | Toulouse - Luz Ardiden             | 209,5 km | Bergsetapp             | Pedro Delgado      | Bernard Hinault   |
| 18a   | Luz-Saint-Sauveur - Col d'Aubisque | 52,5 km  | Bergsetapp             | Stephen Roche      | Bernard Hinault   |
| 18b   | Laruns - Pau                       | 83,5 km  | Bergsetapp             | Régis Simon        | Bernard Hinault   |
| 19    | Pau - Bordeaux                     | 203 km   |                        | Eric Vanderaerden  | Bernard Hinault   |
| 20    | Montpon-Ménestérol - Limoges       | 225 km   |                        | Johan Lammerts     | Bernard Hinault   |
| 21    | Lac de Vassivière                  | 45,7 km  | Individuellt tempolopp | Greg Lemond        | Bernard Hinault   |
| 22    | Orléans - Paris Champs-Élysées     | 196 km   |                        | Rudy Matthijs      | Bernard Hinault   |

## Resultat[3]

### Sammanlagt
| Plats | Namn            | Land       | Team              | Tid          |
| ----- | --------------- | ---------- | ----------------- | ------------ |
| 1     | Bernard Hinault | Frankrike  | La Vie Claire     | 113h 24' 23" |
| 2     | Greg LeMond     | USA        | La Vie Claire     | 1' 42"       |
| 3     | Stephen Roche   | Irland     | La Redoute        | 4' 29"       |
| 4     | Sean Kelly      | Irland     | Skil-Sem KAS Miko | 6' 26"       |
| 5     | Phil Anderson   | Australien | Panasonic         | 7' 44"       |
| 6     | Pedro Delgado   | Spanien    | Seat - Orbea      | 11' 53"      |
| 7     | Luis Herrera    | Colombia   | Cafe de Colombia  | 12' 53"      |
| 8     | Fabio Parra     | Colombia   | Cafe de Colombia  | 13' 35"      |
| 9     | Eduardo Chozas  | Spanien    | Reynolds          | 13' 56"      |
| 10    | Steve Bauer     | Kanada     | La Vie Claire     | 14' 57"      |